# Carolina Punset Bannel
Carolina Clara Punset Bannel (Washington DC, 5 de gener de 1971) és una advocada i política valenciana vinculada al moviment ecologista. Fou la portaveu del partit Ciutadans (C's) a València, i la candidata d'aquesta formació a la Presidència de la Generalitat Valenciana, resultant escollida com a diputada i posteriorment fou eurodiputada. Fou regidora a l'Ajuntament d'Altea (Marina Baixa). L'octubre de 2018 va abandonar Ciutadans en disconformitat amb el tomb cap a la dreta en qüestions econòmiques i socials, la posició envers Catalunya i el canvi de polítiques energètiques.

## Formació i activitat professional
Carolina Punset és llicenciada en Dret per la Universitat Autònoma de Madrid, especialista universitària en Cooperació Internacional al Desenvolupament per la Universitat Complutense de Madrid i graduada com a pèrit cal·lígraf judicial. A més d'exercir com advocada penalista i pèrit cal·lígraf judicial, ha desenvolupat la seva tasca professional en diverses organitzacions, com Metges Sense Fronteres o Projecte Home.
És autora el 2013 del llibre No importa de donde vienes, sinó adónde vas, obra que reflecteix el seu ideari vital ecologista.

## Trajectòria política
A 2007 funda i lidera una plataforma ciutadana de tall ecologista i d'àmbit local anomenada Ciutadans Independents per Altea (CIPAL) que governà en coalició amb el Partit Popular fins al 2015. Ha estat regidora d'Agricultura, Sanitat i Participació Ciutadana i Urbanisme a l'Ajuntament d'Altea Les seves principals aportacions han anat dirigides a convertir el municipi en un referent en matèria mediambiental i de l'agricultura ecològica i la lluita contra l'urbanisme descontrolat del moment.
A 2012, es presenta com a candidata d'Europa Ecologia-Els Verds (Europe Écologie Les Verts, EELV) a les Eleccions Legislatives per als francesos residents a la 5a circumscripció (Espanya, Portugal, Andorra i Mònaco)
A l'octubre de 2013 va participar al costat d'Albert Rivera en l'acte de presentació de la plataforma Moviment Ciutadà al Teatre Goya de Madrid.
Durant les eleccions al Parlament Europeu de 2014 va ocupar el tercer lloc en les llistes de Ciutadans-Partit de la Ciutadania (C's). Finalment la formació va obtenir dos escons, representats per Javier Nart i Joan Carles Girauta. Va ser la portaveu de Ciutadans-Partit de la Ciutadania (C's) a les Corts Valencianes, escollida en les eleccions autonòmiques de 2015, on articula un discurs contra la llengua valenciana. El febrer de 2016 deixà les Corts Valencianes i ocupà un lloc com a diputada al Parlament Europeu. L'octubre de 2018 anuncià que deixava el partit Ciutadans en desacord amb el tomb cap a la dreta en qüestions econòmiques i socials, la posició envers Catalunya i el canvi de polítiques energètiques. Punset va continuar sent eurodiputada, a partir d'aleshores com una més del grup liberal.
El juny de 2019 és requerida i nomenada pel President de la Generalitat Valenciana, Ximo Puig, com a assessora comissionada per a assumptes europeus i iniciatives estratègiques.

## Premis
- Premi a la Investigació i Desenvolupament Tecnològic Agroalimentari 2011 de la Generalitat Valenciana  pel projecte Residu Zero que va emprendre al costat de la Cooperativa Agrícola d'Altea com a regidora d'Agricultura.[14]
- Premi al Municipi Sostenible de la Diputació Provincial d'Alacant  pel projecte Horts Urbans Ecològics que va emprendre com a regidora d'Agricultura.[15]
- Premis Verds 2009 Fundació José Navarro  com a persona amb responsabilitat pública per la seva contribució a l'ecologia i l'alimentació intel·ligent.[16]